# Kanton Avignon-Sud
Kanton Avignon-Sud is een voormalig kanton van het Franse departement Vaucluse. Kanton Avignon-Sud maakte deel uit van het arrondissement Avignon en telde 19 690 inwoners in 1999. Het werd opgeheven bij decreet van 25 februari 2014, met uitwerking op 22 maart 2015.

## Gemeenten
Het kanton Avignon-Sud omvatte enkel een deel van de gemeente Avignon.